# Alfred H. Colquitt
Alfred Holt Colquitt, né le 20 avril 1824 à Monroe et mort le 26 mars 1894 à Washington, est un avocat, prédicateur, homme politique et militaire américain.
Il est le 49e gouverneur de Géorgie (1877-1882) et représentant (1853-1855) et sénateur (1883–1894) de la Géorgie.
Il est général de brigade dans l'armée confédérée pendant la guerre de Sécession.